# Hans-Otto Schumacher
Hans-Otto Schumacher (n. 17 februarie 1950, Grevenbroich, Republica Federală Germania, Germania – d. 10 iulie 2024) a fost un canoist ce a reprezentat Germania, medaliat olimpic. A participat la o ediție a Jocurilor Olimpice (1972) în care a câștigat o medalie de argint.

## Participări
Lista de mai jos prezintă principalele competiții la care a participat Hans-Otto Schumacher de-a lungul carierei.
- canoeing at the 1972 Summer Olympics – men's slalom C-2[*]